# 上古卷轴V：天际
《上古卷轴V：天际》是一款奇幻类开放世界型动作角色扮演游戏。作品为上古卷轴系列的第五作，由贝塞斯达游戏工作室开发、贝塞斯达软件公司发布于2011年11月11日，发布平台有Microsoft Windows、PlayStation 3和Xbox 360。
《無界天際》的故事背景设定于前作《上古卷軸IV：遺忘之都》世界的200年后，泰姆瑞尔（Tamriel）帝国北方的天际省（Skyrim）在当地的大领主（High King）托雷格（Torygg）遇刺后陷入内战，同时黑色巨龙奥杜因（Alduin）现身于世，要摧毁整个世界。此时天际正处于内战一触即发、梭默（Thalmor）在一旁煽风点火、世界吞噬者奥杜因卷土重来的多重威胁下。玩家扮演预言中的最后一位龙裔（Dragonborn），放逐奥杜因拯救世界。
其後發行了三個可下載內容（DLC）：《黎明守衛》、《爐火》和《龍裔》，它們被整合于《上古卷軸V：無界天際 傳奇版》，並於2013年6月發售。游戏于2016年10月在Microsoft Windows、PlayStation 4和Xbox One平台发售了重制版《上古卷轴V：天际 特别版》。此外游戏还在任天堂Switch上发售。2021年11月11日，《上古卷轴V：天际 十周年紀念版》發布，並登陆PS5、PS4、Xbox Series X/S、Xbox One和PC等平台。

## 游戏玩法
《上古卷轴》系列中非线性游戏的传统在“天际”中得以保留。游戏可以以第一人称视角进行，通过玩家角色的眼睛观察世界；或以第三人称视角进行，此时玩家角色在螢幕上可见，且相机可以自由旋转。玩家可以走路或骑马来探索天际的开放世界，或者快速旅行至探索过的城市、乡镇与地穴。玩家可在世界各处的非玩家角色（NPC）处接受任务，并且通过異塵餘生式剧情系统，任务可以动态地改变以适应玩家的行动。玩家的行为可能影响到任务、角色以及目标。辐射式剧情还能通过将未探索的地穴设为任务地点的方法来进一步引导玩家与世界的交互。当不在任务状态时，玩家可以通过对话与NPC进行交流，而NPC可能请求玩家提供帮助或训练玩家的技能。除了剧情中的任务外，游戏中还有无穷多动态生成的随机任务。有些NPC能成为玩家的追随者并在战斗中提供帮助。玩家可以加入由一些NPC组织的派系，比如暗黑兄弟会（一个刺客组织）。每个派系都有一个总部与自己的任务渠道。城镇经济的发展可通过农作、采矿等或者在商店中花费大量金币促进。同样城镇经济也能通过伪造业务帐薄与抢劫商店中的保险柜削弱。此外，玩家的行动或言论往往会对NPC的交流造成影响——比如在内战中加入一方或与龙搏斗。在探索游戏世界中，玩家可能会遇到野生动物。旷野中许多野生动物会在遇到玩家后立即对其产生敌意。“天际”中龙的存在对剧情与游玩均造成了极大影响。

## 概要

### 设定
在湮灭危机（Oblivion Crisis）过去200多年后，泰姆瑞尔帝国因没有龙裔（Dragonborn）帝王坐镇，正在渐渐失去它原有的地位，新兴起的王朝在与挑战其权威的精灵政权（Aldmeri Dominion）进行了一番艰苦较量之后，不得不与对方签署了白金停战协议（White-Gold Concorda），此妥协意味十足的协议导致帝国内部纷争不断。刀锋护卫（The Blades）没有了效忠的对象，同时也失去了帝国的保护，沦为精灵政权剿灭的目标，成员或遭到暗杀，或被迫躲藏起来。天际省（Skyrim）则因为白金停战协议含有禁止信仰塔洛斯的内容，而引起内讧。鹰派人物，风盔城（Windhelm）领主奥弗瑞克·风暴斗篷向鸽派人物，天际的大领主（High King，又译“至高王”）托瑞格发起挑战，在决斗中依靠龙吼的力量击败并杀死了托瑞格。按照诺德人的古代习俗，这样的决斗结果意味着奥弗瑞克取得了大领主之位；但帝国方面借口在一场刀剑相交的决斗中使用龙吼这种力量是违规的，宣布奥弗瑞克是弑君凶手、叛乱者，内讧终于演变成了内战。这恰恰是上古卷轴（The Elder Scroll）预言中的一部分。预言的第二部分是世界吞噬者奥杜因的回归，伴随着他回归的将是末日的降臨。主角则是预言中提到的龙裔，在龍語中“Dovahkiin ”一语双关，既有着龙的血脉，又是屠龙者，最后的龙裔将肩负起抵御世界毁灭的威胁的重任。

### 剧情
游戏开始于一队运送俘虏的马车，玩家是一个帝国军的战俘。值得一提的是，这批战俘之中包括奥弗瑞克本人。帝国军将所有战俘押解到一处据点，开始挨个斩首，以绝后患。正当玩家刀斧临身之前的一刹那，一头黑色的巨龙（奧杜因）从天而降，瞬间将刑场变成了巨龙对人的杀戮场。玩家在混乱中借机逃脱，从此开始了命中注定的冒险旅程。

## 开发
在2010年8月，托德·霍华德（Todd Howard）在采访中透露，贝塞斯达已经在一款游戏上研发了两年，后续开发仍有很长路要走。同年11月，Eurogamer的记者从一位研发人员口中得知这个游戏就是上古卷轴系列的新作。当时贝塞斯达没有当面回应，而在12月的Spike电子游戏奖中，托德·霍华德公布了新作的宣传视频和发布日期。Game Informer2011年2月刊首次登载了游戏的相关细节。包括将引入一种新的在無界天際的故事和游戏中十分重要的新内容，龍語，或音譯成多瓦祖爾語（Dovahzul, ）。
《無界天際》采用了全新的引擎，叫作Creation引擎。新引擎整合了一些早已用于贝塞斯达其他游戏如《湮没》和《辐射3》中的技术，托德·霍华德称新引擎在角色和动作方面有较大的强化。新引擎的的特点还包括动态飘雪，风计算，适用于所有游戏中物体的阴影计算，改进的景深绘制。NPC能与环境交互，能对玩家的动作做出更真实的反应。此外，游戏还使用了havok引擎中的部分元素，以实现更为逼真的角色动画。

## 反响
| 汇总媒体   | 得分                                                                                                 |
| ---------- | --- |
| Metacritic | PC: 94/100 PS3: 92/100 X360: 96/100 PC (Special Edition): 74/100 PS4: 81/100 XONE: 82/100 NS: 84/100 |

| 媒体                    | 得分      |
| ----------------------- | --------- |
| AllGame                 | 4.5/5颗星 |
| Game Informer           | 9.5/10    |
| GameSpot                | 9/10      |
| GameTrailers            | 9.3/10    |
| IGN                     | 9.5/10    |
| 英国PlayStation官方杂志 | 7/10      |
| PC Gamer英国            | 94%       |
| X-Play                  | [ 38 ]    |
| Fami通                  | 40/40     |
| Wired                   | 10/10     |

## 趣闻
游戏中所有的NPC卫兵都有这样一句对白“我曾经和你一样是个冒险者，直到我膝盖上中了一箭（.）”，人们模仿“直到我膝盖上中了一箭”造句调侃，句式为“我曾经……，直到我膝盖上中了一箭。”由于本游戏的影响力和所有卫兵这句话的经历，该句式在网络上广泛传播。
另外，在游戏的早期版本中，箭支或者射出的魔法冰锥会在命中人物模型之后停留很长时间，造成出现战斗已经结束很久，人们身上仍然插着箭、冰锥的古怪景象，这也是“中箭”一词引起玩家争相吐槽的原因。游戏的后续版本已经基本修复了这一问题。